# Ermida de Nossa Senhora dos Remédios (Remédios)

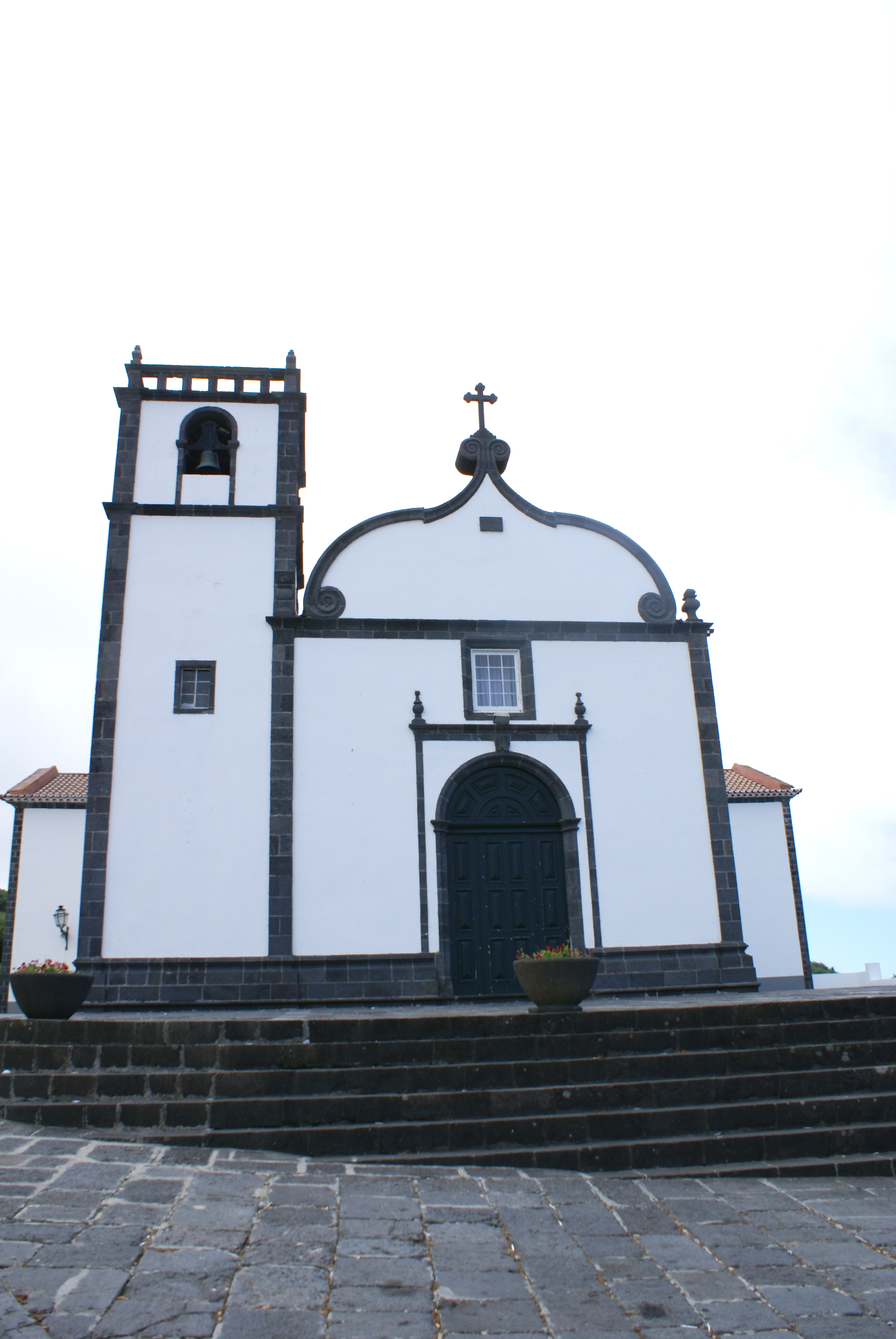
Ermida de Nossa Senhora dos Remédios.

A Ermida de Nossa Senhora dos Remédios é um templo cristão português localizado na aldeia dos Remédios, freguesia de Santa Cruz, no concelho de Ponta Delgada, ilha açoriana de São Miguel.
A construção desta ermida data do século XV e encontra-se classificada como Imóvel de Interesse Público.
Apresenta dotada de um frontispício de onde sobressai a área da torre sineira. No altar foi elaborado com decoração em azulejos hispano-árabes e a sacristia com fontanário de pedra lavrada.